# Carvalho (Celorico de Basto)

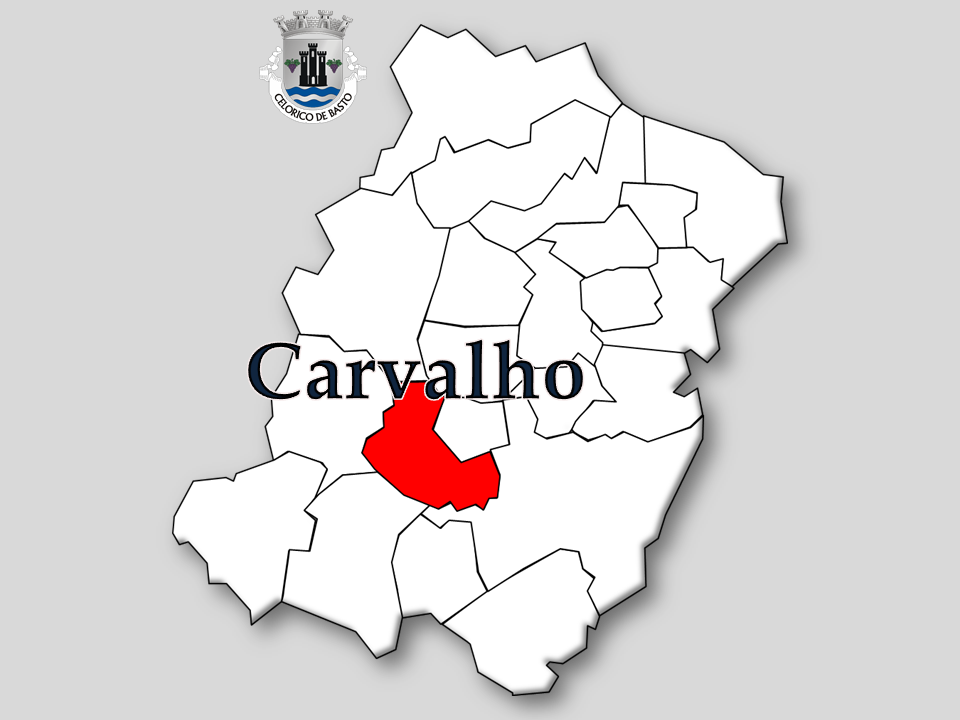
Localização da Freguesia de Carvalho no Município de Celorico de Basto

Carvalho é uma povoação portuguesa do Município de Celorico de Basto que foi sede da extinta Freguesia de Carvalho, freguesia que tinha 6,82 km² de área e 789 habitantes (2011), e, por isso, uma densidade populacional de 115,7 hab/km².
A Freguesia de Carvalho foi extinta em 2013, no âmbito de uma reforma administrativa nacional, tendo sido agregada à Freguesia de Santa Tecla de Basto para formar uma nova freguesia denominada União das Freguesias de Carvalho e Basto (Santa Tecla) da qual é a sede.
A 11 km da sede do Município ficava a Freguesia de Carvalho constituída entre outros pelos seguintes lugares: Assento, Cabreira, Campo, Carvalho, Castelo, Casais, Covas, Feira, Lamas, Matinho, Outeiro, Pousada, Robalde e Silvares. A sede de freguesia é no lugar de Carvalho onde se situa a igreja, escola primária e a sede da Junta de Freguesia.
Nesta freguesia esteve o couto da antiga família dos Carvalhos.

## População
| População da freguesia de Carvalho (1864 – 2011) | População da freguesia de Carvalho (1864 – 2011) | População da freguesia de Carvalho (1864 – 2011) | População da freguesia de Carvalho (1864 – 2011) | População da freguesia de Carvalho (1864 – 2011) | População da freguesia de Carvalho (1864 – 2011) | População da freguesia de Carvalho (1864 – 2011) | População da freguesia de Carvalho (1864 – 2011) | População da freguesia de Carvalho (1864 – 2011) | População da freguesia de Carvalho (1864 – 2011) | População da freguesia de Carvalho (1864 – 2011) | População da freguesia de Carvalho (1864 – 2011) | População da freguesia de Carvalho (1864 – 2011) | População da freguesia de Carvalho (1864 – 2011) | População da freguesia de Carvalho (1864 – 2011) |
| ------------------------------------------------ | ------------------------------------------------ | ------------------------------------------------ | ------------------------------------------------ | ------------------------------------------------ | ------------------------------------------------ | ------------------------------------------------ | ------------------------------------------------ | ------------------------------------------------ | ------------------------------------------------ | ------------------------------------------------ | ------------------------------------------------ | ------------------------------------------------ | ------------------------------------------------ | ------------------------------------------------ |
| 1864                                             | 1878                                             | 1890                                             | 1900                                             | 1911                                             | 1920                                             | 1930                                             | 1940                                             | 1950                                             | 1960                                             | 1970                                             | 1981                                             | 1991                                             | 2001                                             | 2011                                             |
| 829                                              | 822                                              | 860                                              | 912                                              | 931                                              | 952                                              | 1 018                                            | 1 054                                            | 1 189                                            | 1 104                                            | 1 029                                            | 938                                              | 905                                              | 838                                              | 789                                              |

## Património
- Igreja Paroquial de Carvalho;
- Capela de Santa Bárbara.

## Personagens históricas
- Martim de Carvalho recebeu a Honra de Carvalho que lhe foi confirmada pelo rei D. Dinis I de Portugal.